# Jan Knothe
Jan Knothe (ur. 18 lutego 1912 w Winnicy, zm. 19 grudnia 1977 w Warszawie) – polski architekt, grafik, pisarz, poeta i dyplomata w Syrii i Belgii.

## Życiorys
Absolwent Gimnazjum im. Władysława IV w Warszawie. Studiował na Wydziale Architektury Politechniki Warszawskiej. Na stopień podporucznika rezerwy został mianowany ze starszeństwem z 1 stycznia 1937 i 1817. lokatą w korpusie oficerów piechoty.
Brał udział w kampanii wrześniowej 1939. Jako więzień Oflagu IIC (Dobiegniew) uczestniczył w życiu kulturalnym obozu. Stworzył cykl wierszy o Warszawie, opracował wierszowane przekłady Ramajany (zaginione podczas ewakuacji obozu) i Mahabharaty wraz z ilustracjami, napisał poemat „Opowieść o dzielnym żeglarzu Janie z Kolna” oraz ze Stanisławem Michalskim zajmował się tworzeniem drzeworytów, ekslibrisów i znaczków obozowych.
Jako architekt był członkiem Biura Odbudowy Stolicy i współtworzył wiele ważnych projektów powojennej Warszawy:
- Trasę Wschód-Zachód (W-Z) (1946–1949) z Henrykiem Stamatello, Józefem Sigalinem, Stanisławem Jankowskim, Zygmuntem Stępińskim
- Marszałkowską Dzielnicę Mieszkaniową (MDM) (1949–1952) ze Stanisławem Jankowskim, Józefem Sigalinem Zygmuntem Stępińskim
- Gmach Ministerstwa Rolnictwa (1951–1955) z Jerzym Grabowskim, Stanisławem Jankowskim.

Był laureatem prawie wszystkich konkursów z tamtych lat: współautor konkursu na Pomnik-Mauzoleum Zwycięstwa, plac Zwycięstwa, Ministerstwo Przemysłu, Centralę Społem, i PZUW, Dworzec Lotniczy Okęcie (wersja z roku 1947), rekonstrukcję kościoła św. Aleksandra, Powszechny Dom Towarowy, Ministerstwo Rolnictwa. 
W środowisku architektów zasłynął przede wszystkim jako doskonały grafik, który potrafił każdy projekt przedstawić w atrakcyjny sposób. Ilustrował m.in. album Sześcioletni Plan Odbudowy Warszawy (Książka i Wiedza 1950). Był też asystentem w Katedrze Rysunku Wydziału Architektury Politechniki Warszawskiej, kierowanej przez prof. Zygmunta Kamińskiego. Stworzył własny styl grafiki, łącząc gęste kreskowanie tuszem z rojami kropek.
Zostawił po sobie kilka tysięcy rysunków. Jako grafik zilustrował wiele książek, m.in. tom wierszy Konstantego Ildefonsa Gałczyńskiego (Oficyna Wydawnicza, 1946).
Projektował okładki do: Skąpca Bożego (wyd. Niepokalanowa), dwu tomów Najeźdźców (wyd. Oficyna Księgarska Marszałkowska 34) i Mocarza Jana Dobraczyńskiego (wyd. Niepokalanów), dwukrotnie do Sagi o Jarlu Broniszu Władysława Jana Grabskiego (wyd. Wielkopolska Księgarnia Wydawnicza Poznań i wyd. III Wydawnictwo Pallottinum Poznań) wraz z 50 ilustracjami.
Jest autorem plakatu do filmu dokumentalnego Warszawa z 1952 roku.
Dwukrotnie żonaty. Pierwszą żoną (do 1948) była Ewa z Karpińskich (1910–2001), architektka. Po raz drugi ożenił się z Janiną Marią z Waydelów (1914–1990).
Zmarł w Warszawie, pochowany na cmentarzu Wojskowym na Powązkach (kwatera II C 11-4-11).

## Publikacje i dzieła niedokończone
Napisał i zilustrował książki:
- A tu jest Warszawa (Iskry 1956) – o Warszawie (157 ilustracji)
- O Bazyliszku Pafnucym (Nasza Księgarnia 1959) – bajki wierszem (dla dzieci i młodzieży)
- Niedaleko Damaszku (Iskry 1961) – o Syrii
- Sztuka budowania (Nasza Księgarnia 1968, wznowiona nakładem wydawnictwa Karakter w 2015 r.[6]) – o historii architektury (800 ilustracji)
- Z żabiej perspektywy (Nasza Księgarnia 1977, 1985) – o architekturze

Pozostawił niedokończone:
- maszynopis książki Gdybym był Voglem – 430 stron
- brulion książki Czy Kazimierz Wielki miał prawo jazdy – książka o historii dróg

W „Skarpie Warszawskiej” publikował wiersze („Plac Teatralny” - „Łazienki”) oraz przez 30 lat artykuły, felietony i ilustracje związane z Warszawą w „Stolicy”, „Problemach”, „Polsce”.

## Ordery i odznaczenia
- Order Sztandaru Pracy II klasy (1952)[7]
- Krzyż Kawalerski Orderu Odrodzenia Polski (22 lipca 1949)[8]
- Krzyż Walecznych[9]

## Nagrody
- Państwowa Nagroda Artystyczna I stopnia w dziale architektury (zespołowa) za prace nad Trasą W-Z i Mariensztatem (29 lipca 1950)[10]
- Nagroda Państwowa I stopnia (zespołowa) za projekt i realizację pierwszego zespołu centrum Warszawy - M.D.M. (1952)[11]